# Heideknotszwam
Heideknotszwam (Clavaria argillacea) is een schimmel behorend tot de familie Clavariaceae. De vruchtlichamen groeien op de grond in bossen en struikgewas, tussen grassen en mossen op heide en veenmoerassen. Ze verschijnen van juli tot november. Ze groeien meestal in kleine groepjes. Het is waarschijnlijk een mycorrhiza-schimmel met planten uit de heidefamilie.

## Kenmerken

### Uiterlijke kenmerken
Het vruchtlichaam heeft de vorm van een knotsvormige staaf, 2 tot 8 cm (zeldzaam tot 15 cm hoog) en 2 tot 12 mm dik, meestal recht, soms wormvormig. Glad of onregelmatig gestreept oppervlak, meestal dof, citroengeel, soms met een grijze of olijfkleurige tint. Het vruchtvlees is witachtig, broos en zonder uitgesproken geur en smaak. De sporenprint is wit.

### Microscopische kenmerken
De hyfen zijn kleurloos en transparant (hyaliene), 2 tot 15 µm breed, zonder gespen. De sporen zijn cilindrisch, dunwandig, hyaliene en meten  9-13 × 4,5-5,5 µm.

## Ecologie
Hij komt voor in zure grond, meestal bij mossen en altijd in de buurt van ericachtige planten, met name struikhei (Calluna vulgaris), waarmee hij waarschijnlijk een soort onderlinge relatie vormt, mogelijk mycorrhiza.

## Verspreiding
Het is bekend dat de heideknotszwam voorkomt in het Noord-Amerika (oosten), Europa en Nieuw-Zeeland. Het is wijdverbreid in Europa; komt voor van Spanje tot IJsland en de noordelijke regio's van het Scandinavisch schiereiland (ongeveer 68 ° breedtegraad).
In Nederland komt de heideknotszwam algemeen voor. Hij staat op de rode lijst in de categorie 'Kwetsbaar'.

## Foto's

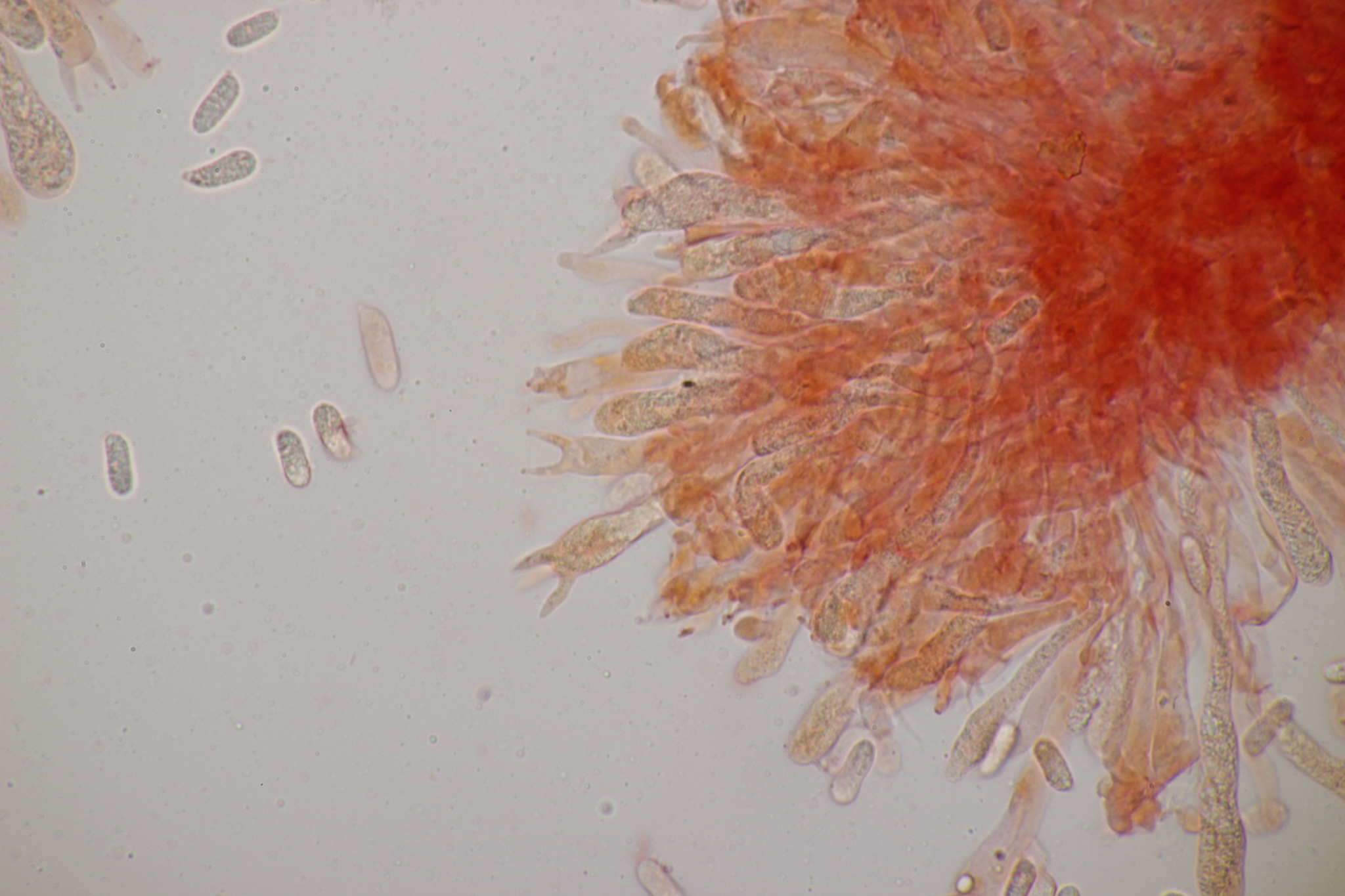
Basidia en sporen in congorood
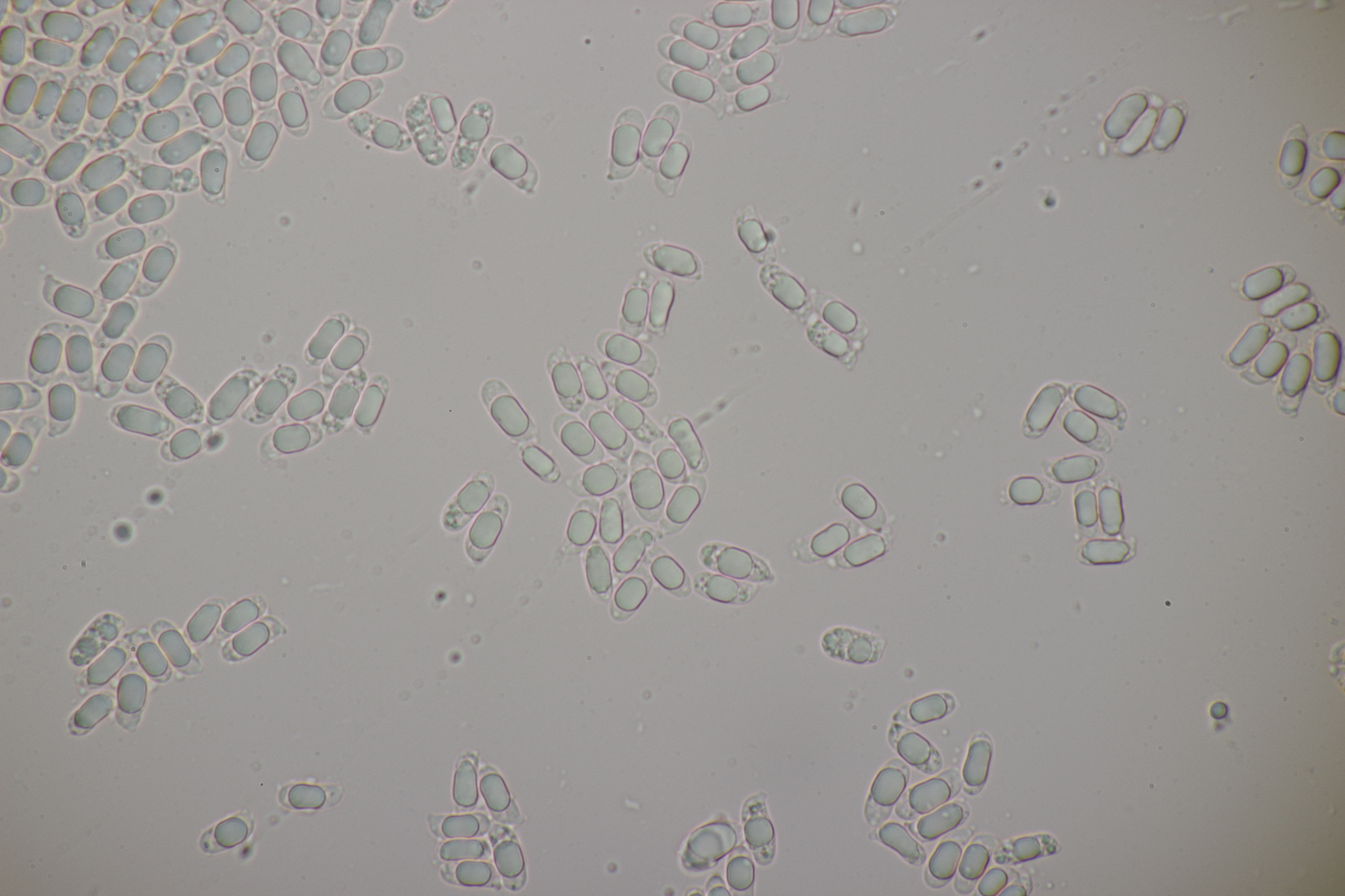
Sporen
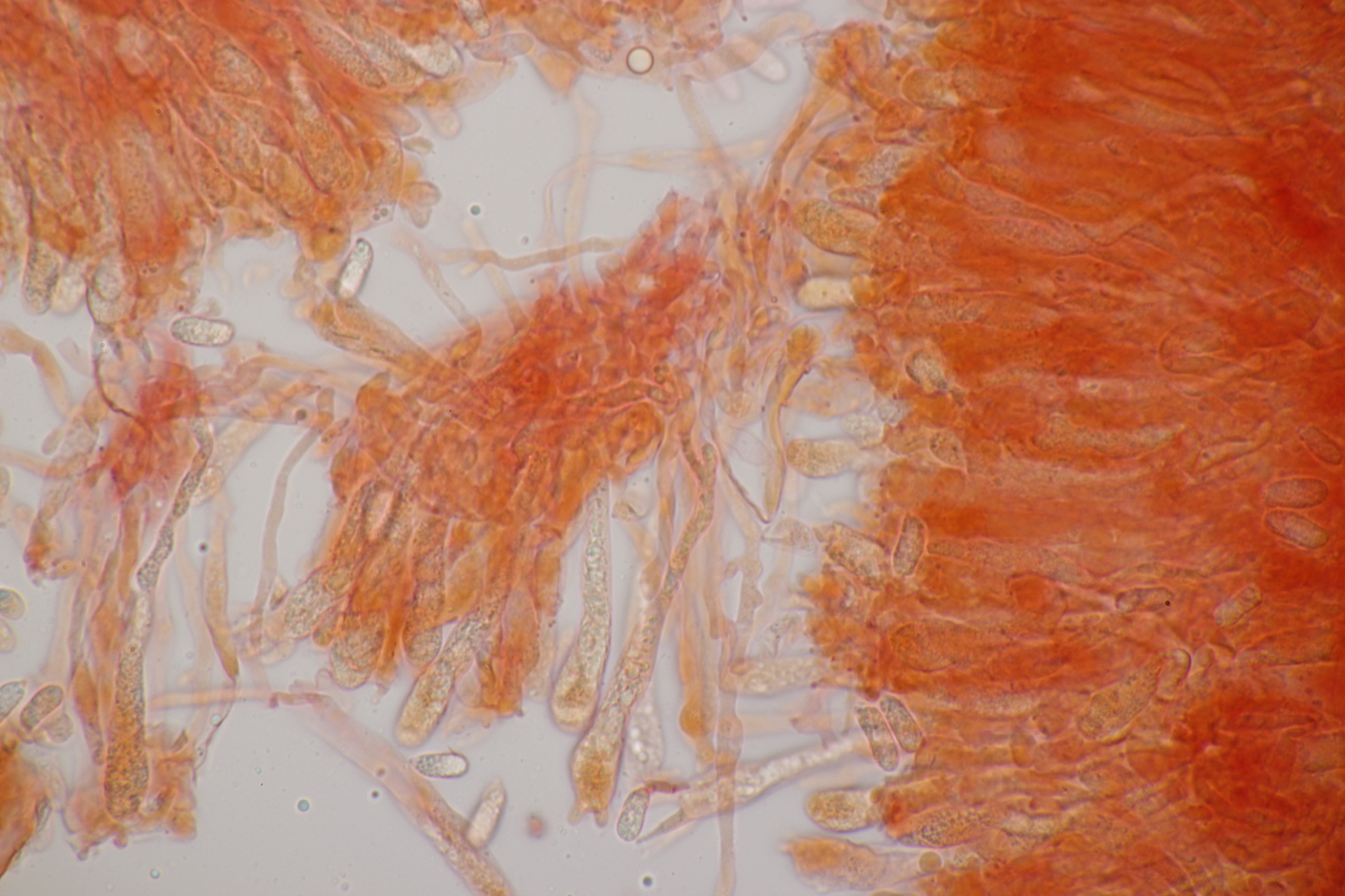
Basidia en parafysen in congorood